# Tokainid
A tokainid (INN: tocainide) szívritmuszavar elleni hatóanyag. Az antiarrhythmiás szerek I.B csoportjába tartozik.
Két enantiomere van. Az R-izomer négyszer hatékonyabb az S-nél. Biohasznosulása szájon át alkalmazva 90–100%. A vérbe kerülő tokainid 20–30%-a fehérjéhez kötődik. 30–50%-át változatlan formában választja ki a vese. Az aktívabb R-izomer vesebetegekben gyorsabban választódik ki.

## Mellékhatások, veszélyek
Komoly, akár halálos tüdőproblémákat (pl. tüdőfibrózist) okozhat. Ez különösen súlyos betegeknél fordul elő.
A másik súlyos veszély a vérbetegség (agranulocytosis, valamint csontvelő depresszió). Az utóbbi az immunrendszert is érinti, ezért minden enyhe fertőzés (megfázás, torokfájás, köhögés, láz stb.) esetén orvoshoz kell fordulni vérvizsgálat céljából. A vérproblémák gyakran a szedés első 12 hetében alakulnak ki.
A gyógyszer a lidokainhoz hasonló, melyet a fogorvosok gyakran használnak helyi érzéstelenítésre. A két szer hat egymásra, ezért a fogorvosnak tudnia kell a szedésről. (A lidokaint a tokainidhez hasonlóan alkalmazzák szívritmuszavar ellen is.)
Mellékhatásként ködös látást okozhat, ami az autóvezetési képességet érinti. Egyéb mellékhatások: hányinger, étvágytalanság, fejfájás, zavartság vagy idegesség, a (láb)ujjak merevsége vagy bizsergése. Ezek a hozzászokás után rendszerint elmúlnak.

## Készítmények
Hidroklorid formájában
- Tonocard
- Xylotocan

## Fordítás
- Ez a szócikk részben vagy egészben  a   Tocainide című angol Wikipédia-szócikk fordításán alapul.  Az eredeti cikk szerkesztőit annak laptörténete sorolja fel. Ez a jelzés csupán a megfogalmazás eredetét és a szerzői jogokat jelzi, nem szolgál a cikkben szereplő információk forrásmegjelöléseként.